# لامبدا بادبان
لامبدا بادبان یک ستاره است که در صورت فلکی بادبان قرار دارد.